# 李源 (順治進士)
李源，字江余，号星来，山東德州人，清朝政治人物、進士出身。

## 生平
順治二年（1645年）舉乙酉科山東鄉試，順治三年（1646年）聯登丙戌科進士，官山西河津縣知縣。有《见可园集》。